# Üdruma
Üdruma – wieś w Estonii, w prowincji Lääne, w gminie Kullamaa. W 2005 roku wieś zamieszkiwały 104 osoby.